# Procura della Repubblica
La procura della Repubblica, nell'ordinamento della Repubblica Italiana, indica gli uffici del pubblico ministero  presso il tribunale ordinario, tribunale per i minorenni e tribunale militare.

## Disciplina normativa
La loro disciplina in generale è contenuta principalmente in quella dell'ordinamento giudiziario italiano di cui al regio decreto 30 gennaio 1941, n. 12 Con la riforma del codice di procedura penale italiano, entrata il vigore il 24 ottobre 1989, la figura del giudice istruttore e del relativo ufficio è stata soppressa e l'azione penale affidata alla Procura.
Disposizioni di rilievo inoltre sono contenute anche nel codice di procedura penale, ed in altre norme successive quali nella legge 24 maggio 1951, n. 392 e nel d.lgs. 20 febbraio 2006, n. 106.

## Organizzazione

### Assetto e competenza degli uffici
Ogni ufficio della procura della Repubblica organizza, anche secondo le circolari e le direttive del Ministro della giustizia e del Consiglio Superiore della Magistratura, i turni e le attività dei magistrati e degli organi di polizia giudiziaria operanti nel territorio di competenza, garantendo reperibilità di almeno una unità. 
Le funzioni del pubblico ministero sono esercitate:
- nei procedimenti di competenza dei giudici di pace, da magistrati della procura della Repubblica presso il tribunale ordinario competente per territorio;
- nelle indagini preliminari e nei procedimenti di primo grado, dai magistrati della procura della Repubblica presso il tribunale ordinario o il tribunale per i minorenni competente per territorio;
- nei giudizi di impugnazione, dai magistrati della procura generale della Repubblica presso la corte d'appello o la Corte suprema di cassazione.

Vi è poi una competenza funzionale, relativa ai giudizi su alcuni tipi di delitti previsti dall'art. 51, comma 3-bis c.p.p., di carattere grave, quali associazione per delinquere di tipo mafioso, traffico di stupefacenti, reati sessuali, ecc., per i quali le attribuzioni sono così organizzate:
- nei giudizi di primo grado: dai magistrati della direzione distrettuale antimafia, presente in ogni capoluogo di distretto di corte d'appello;
- nei giudizi di appello o innanzi alla Corte di cassazione: dai magistrati della Direzione nazionale antimafia, presso la stessa Cassazione a Roma.

Presso ogni procura vi è inoltre in ufficio di gestione del casellario giudiziale, gestito dalla segreteria della procura.

### Direzione distrettuale antimafia
L'articolo 51, comma 3-bis, del codice di procedura penale riserva alla procura della Repubblica presso il tribunale ordinario del capoluogo del distretto la competenza per una serie di reati correlati alla criminalità organizzata di stampo mafioso. Per la trattazione dei procedimenti relativi a questi reati il procuratore della Repubblica (cd. procuratore distrettuale) costituisce, nell'ambito del suo ufficio, una direzione distrettuale antimafia (DDA) designando, sentito il procuratore nazionale antimafia, i magistrati che devono farne parte per almeno due anni (esclusi, comunque, gli uditori giudiziari). Alla direzione distrettuale antimafia è preposto il procuratore distrettuale o un magistrato da lui delegato. Salvi casi eccezionali, il procuratore designa, per l'esercizio delle funzioni di pubblico ministero nei procedimenti riguardanti i predetti reati, i magistrati addetti alla direzione distrettuale antimafia.

### Sezione di polizia giudiziaria
Presso ciascuna procura della Repubblica esiste una sezione di polizia giudiziaria, composta da ufficiali e agenti di polizia giudiziaria delle forze di polizia italiane, in servizio distaccato presso l'ufficio giudiziario.
Essi dipendono funzionalmente dal procuratore della Repubblica, che dirige la sezione, e svolgono per lui e per gli altri magistrati dell'ufficio (oltre che per quelli della procura generale della Repubblica) le attività e le funzioni investigative loro delegate.

## Attività e funzioni
Il procuratore della Repubblica dirige l'ufficio, ne organizza l'attività ed esercita personalmente le funzioni attribuite dalla legge al pubblico ministero o le assegna, sulla base di criteri prestabiliti, agli altri magistrati addetti all'ufficio. Può essere coadiuvato dalle figure del vice procuratore onorario e del procuratore aggiunto; nonché delegare a questi ultimi ovvero anche a uno o più magistrati addetti all'ufficio la cura di specifici settori di affari, individuati con riguardo ad aree omogenee di procedimenti ovvero ad ambiti di attività dell'ufficio che necessitano di uniforme indirizzo, ha infine facoltà di designare, tra i procuratori aggiunti, il vicario, che esercita le sue funzioni in caso di assenza, impedimento o posto vacante; in mancanza, la supplenza è esercitata dal procuratore aggiunto o dal sostituto con maggiore anzianità di servizio. Eventuali gruppi di lavoro formati da magistrati, coordinati da un procuratore aggiunto o altro magistrato, ai quali è assegnato uno specifico settore di affari sono noti nel linguaggio corrente come pool.
Ciascun magistrato svolge le indagini relative ai procedimenti penali e prende parte alle udienze dei processi penali e civili che gli sono stati assegnati. I vice procuratori onorari possono, però, esercitare solo alcune di queste funzioni e, in particolare, partecipare alle udienze che si tengono davanti al tribunale in composizione monocratica e al giudice di pace. Nel corso delle udienze penali, il magistrato designato svolge le funzioni del pubblico ministero con piena autonomia e può essere sostituito solo nei casi previsti dal codice di procedura penale.
L'ufficio svolge una serie di attività molto diverse tra loro e sinteticamente descritte dall'art. 73 del R.D. 30 gennaio 1941, n. 12, ovvero:
1. sorveglianza sull'osservanza delle leggi e sulla pronta e regolare amministrazione della giustizia;
2. tutela dei diritti dello Stato, delle persone giuridiche e degli incapaci;
3. repressione dei reati;
4. esecuzione dei giudicati.

Presso di esse sono inoltre tenuti i registri relativi alla iscrizione della notizia di reato, che sono di quattro tipi:
- registro delle notizie di reato a carico di persone ignote (modello 44);
- registro delle notizie di reato a carico di persone note (modello 21);
- registro delle notizie di reato per i reati attribuiti alla competenza del giudice di pace (modello 21 bis);
- registro delle notizie anonime di reato (modello 46);
- registro degli atti che non costituiscono una notizia reato (modello 45).

## Personale

### I magistrati
Ogni procura della Repubblica ha un procuratore della Repubblica, affiancato da sostituti procuratori della Repubblica ed eventualmente da uno o più procuratori aggiunti della Repubblica, questi ultimi in numero non superiore a uno ogni dieci sostituti (ma ce ne può, comunque, essere almeno uno nelle procure dove è istituita la direzione distrettuale antimafia). Per i procuratori è richiesta la qualifica di magistrato di cassazione nelle sedi più importanti, di magistrato d'appello nelle altre; per i procuratori aggiunti la qualifica di magistrato d'appello; i sostituti possono essere magistrati di tribunale o magistrati in tirocinio dopo un anno di formazione. Oltre a questi magistrati di carriera, nelle procure presso il tribunale ordinario sono presenti magistrati onorari, i vice procuratori onorari della Repubblica (VPO) che si occupano di circa il 50% di tutto il contenzioso penale di primo grado, nominati dal Consiglio superiore della magistratura per un periodo di tre anni de iure dato che de facto gli stessi nominati prima del 2017 venivano rinnovati di tre anni in tre anni fino a un totale di 20 anni.

### Il personale amministrativo
Presso tali uffici - come quelli del tribunale ordinario - sono anche impiegati dipendenti civili della pubblica amministrazione italiana, del comparto Ministeri e funzioni centrali, con competenze e funzioni amministrative.

### La polizia giudiziaria
Presso ogni Procura vi sono delle sezioni di polizia giudiziaria, costituite da ufficiali ed agenti di polizia giudiziaria provenienti da vari corpi delle forze di polizia italiane, e servizi di polizia giudiziaria, costituiti presso i singoli corpi, a disposizione della autorità giudiziaria italiana, per attività investigative.
Inoltre il procuratore generale presso la corte d'appello e il procuratore della Repubblica hanno espressamente facoltà di richiedere la disponibilità di ufficiali ed agenti di polizia giudiziaria di altri organi, per far fronte a particolari esigenze di specializzazione dell'attività di polizia giudiziaria.

## Articolazione territoriale nazionale
Sono attivi 140 uffici, secondo quanto riporato dal sito web del Ministero della giustizia.

### Abruzzo
- Chieti
- Lanciano  (La chiusura decorre dal 1º gennaio 2027. L’ufficio è competente fino a tale data)[6]
- Vasto  (La chiusura decorre dal 1º gennaio 2027. L’ufficio è competente fino a tale data)[6]
- L'Aquila
- Avezzano (La chiusura decorre dal 1º gennaio 2027. L’ufficio è competente fino a tale data)[6]
- Sulmona (La chiusura decorre dal 1º gennaio 2027. L’ufficio è competente fino a tale data)[6]
- Pescara
- Teramo

### Basilicata
- Matera
- Lagonegro
- Potenza

### Calabria
- Catanzaro
- Lamezia Terme
- Castrovillari
- Cosenza
- Paola
- Crotone
- Locri
- Palmi
- Reggio Calabria
- Vibo Valentia

### Campania
- Avellino
- Benevento
- Santa Maria Capua Vetere
- Aversa
- Napoli
- Nola
- Torre Annunziata
- Nocera Inferiore
- Salerno
- Vallo della Lucania

### Emilia-Romagna
- Bologna
- Ferrara
- Forlì
- Modena
- Parma
- Piacenza
- Ravenna
- Reggio Emilia
- Rimini

### Friuli-Venezia Giulia
- Gorizia
- Pordenone
- Trieste
- Udine

### Lazio
- Cassino
- Frosinone
- Latina
- Rieti
- Civitavecchia
- Roma
- Tivoli
- Velletri
- Viterbo

### Liguria
- Genova
- Imperia
- La Spezia
- Savona

### Lombardia
- Bergamo
- Brescia
- Como
- Cremona
- Lecco
- Lodi
- Mantova
- Milano
- Monza
- Pavia
- Sondrio
- Busto Arsizio
- Varese

### Marche
- Ancona
- Ascoli Piceno
- Fermo
- Macerata
- Pesaro
- Urbino

### Molise
- Campobasso
- Larino
- Isernia

### Piemonte
- Alessandria
- Asti
- Biella
- Cuneo
- Novara
- Ivrea
- Torino
- Verbania
- Vercelli

### Puglia
- Bari
- Trani
- Brindisi
- Foggia
- Lecce
- Taranto

### Sardegna
- Cagliari
- Nuoro
- Lanusei
- Oristano
- Tempio Pausania
- Sassari

### Sicilia
- Agrigento
- Sciacca
- Caltanissetta
- Gela
- Catania
- Caltagirone
- Enna
- Messina
- Barcellona Pozzo di Gotto
- Patti
- Palermo
- Termini Imerese
- Ragusa
- Siracusa
- Trapani
- Marsala

### Toscana
- Arezzo
- Firenze
- Grosseto
- Livorno
- Lucca
- Massa
- Pisa
- Pistoia
- Prato
- Siena

### Trentino-Alto Adige
- Bolzano
- Rovereto
- Trento

### Umbria
- Perugia
- Spoleto
- Terni

### Valle d'Aosta
- Aosta

### Veneto
- Belluno
- Padova
- Rovigo
- Treviso
- Venezia
- Verona
- Vicenza

## Dislocazione presso il tribunale per i minorenni
Le procure presso il tribunale per i minorenni sono 29, secondo i dati riportati sul sito web del dicastero.

### Abruzzo
- L'Aquila

### Basilicata
- Potenza

### Calabria
- Catanzaro
- Reggio Calabria

### Campania
- Napoli
- Salerno

### Emilia Romagna
- Bologna

### Friuli Venezia Giulia
- Trieste

### Lazio
- Roma

### Liguria
- Genova

### Lombardia
- Bergamo 
- Brescia
- Milano

### Marche
- Ancona

### Molise
- Campobasso

### Piemonte
- Torino

### Puglia
- Bari
- Lecce
- Taranto

### Sardegna
- Cagliari
- Sassari

### Sicilia
- Caltanissetta
- Catania
- Messina
- Palermo

### Toscana
- Firenze

### Trentino Alto Adige
- Bolzano
- Trento

### Umbria
- Perugia

### Veneto
- Venezia